# Kelly Massol
Pour les articles homonymes, voir Massol.
Kelly Massol, née le 31 octobre 1983 à Gonesse (Val-d'Oise), est une entrepreneuse, femme d'affaires et chroniqueuse française.
Elle est surtout connue comme la fondatrice et dirigeante de l'entreprise de produits capillaires et cosmétiques Les Secrets de Loly.

## Biographie

### Enfance et jeunesse
Kelly Massol est née d'un père dealer martiniquais et d'une mère artiste guadeloupéenne,,. Elle est abandonnée à ses 6 mois par sa mère,. Sa grand-mère, professeure de mathématiques à la Sorbonne, la prend alors en charge,. Kelly Massol grandit à ses côtés dans un studio situé au sein du 9e arrondissement de Paris.
À ses 11 ans survient le décès de sa grand-mère. Elle passe ensuite deux années en pension puis vit à Saint-Denis aux côtés de sa mère,. Violentée par cette dernière, elle demande à 15 ans son placement en famille d'accueil.

### Formation, téléconseillère et blog
Suite au baccalauréat, Kelly Massol entame des études de droit à l'Université Paris-Panthéon-Assas. À court d'argent, elle renonce à son cursus universitaire et devient télétechnicienne en téléphonie mobile,. La Française développe également une passion pour la pâtisserie. Par la suite, elle devient téléconseillère à la Sécurité sociale.
En parallèle de son emploi, elle lance en 2004 un forum en ligne qu'elle nomme Boucles et Cotons, abordant des questionnements et des conseils d'entretien liés aux cheveux ondulés, bouclés, frisés ou crépus,. Le blog rencontre un certain succès.
Par suite, Kelly Massol commence à fabriquer à son domicile des shampooings et des après-shampooings à base de beurre de karité, d'huile de jojoba et de mangue. Les produits qu'elle réalise plaisent à son entourage, puis par suite la Française voit la demande augmenter.

### Carrière d'entrepreneuse
Ainsi, en 2009, Kelly Massol crée son auto-entreprise qu'elle nomme Les Secrets de Loly,. La fondatrice vend en ligne les produits qu'elle fabrique ainsi que des ingrédients. L'affaire se révèle être une réussite avec un chiffre d'affaires de 150 000 euros réalisé lors de la première année, et l'entrepreneuse voit sa communauté sur les réseaux sociaux grossir.
Par la suite, elle ouvre une boutique dans le 12e arrondissement de Paris,.
En 2012, du fait du succès croissant de son entreprise, Kelly Massol embauche et cesse son emploi parallèle à la Sécurité sociale,.
De 2015 à 2017, elle industrialise le processus de fabrication et recrute trois personnes,. Ses produits trouvent leur place en 2017 dans les établissements de La Boutique du Coiffeur.
En 2019, le chiffre d'affaires s'élève à 1,8 million d'euros. Néanmoins, un désaccord avec un employé entraîne plusieurs démissions.
Progressivement, ses produits sont distribués au sein de plusieurs grandes enseignes telles que Marionnaud ou Monoprix en mars 2020, et elle s'applique aussi à l'internationalisation de sa marque.

### Diversification et carrière médiatique
Libération déclare en 2022 que « sa trajectoire impressionne ». Durant cette année, elle crée la bourse Marc-Vingot qui soutient des jeunes entrepreneurs,. Les Secrets de Loly ouvre son capital à Quilvest Capital Partners dans le but de poursuivre le développement de l'entreprise,. Kelly Massol conserve la majorité de ses parts. Le chiffre d'affaires pour l'année est de 17 millions d'euros.
À partir de début 2023, elle mène un podcast intitulé My hair, my power.
À partir de 2023 également, elle prend part à l'émission Qui veut être mon associé ? sur M6 en tant qu'investisseuse. Ainsi, durant la 4e saison du programme diffusée début 2024, la Francilienne sélectionne neuf projets pour un montant total de 2,3 millions d'euros dépensés. Sa participation lui permet d'accroître sa notoriété auprès du grand public, à laquelle elle contribue aussi en s'affichant régulièrement sur les réseaux sociaux, notamment Instagram.
En 2024, l'entrepreneuse ouvre une école professionnelle de coiffure dans le 7e arrondissement à Paris. À la rentrée, elle intègre en tant que chroniqueuse l'émission La Grande Semaine sur M6 présentée par Ophélie Meunier,.
En janvier 2025 paraît son autobiographie intitulée Boss energy,. Elle y développe sa carrière d'entrepreneuse, ses opérations de chirurgie esthétique, et aborde également sa dépression ou encore la maternité.

## Polémique
En mars 2025, Massol répond aux critiques de Gaëlle Garcia Diaz et Andie Ella à l'encontre de sa marque Les Secrets de Loly après qu'elles ont critiqué le site et les produits, évoquant un « problème de direction artistique » et comparant le site de la marque à un site de dropshipping.

## Engagement
En 2024, Kelly Massol prend part à un clip d'une campagne du collectif Sista, qui vise à plus d'égalité dans le financement des entreprises créées par des femmes.

## Influences
Elle déclare être inspirée par le parcours de Xavier Niel, et avoir « une grande admiration » pour Kim Kardashian.

## Vie privée
En 2015 et 2016, Kelly Massol donne naissance à deux garçons prénommés Marco et Marley,,. 

## Télévision
- Depuis 2024 : Qui veut être mon associé ? sur M6 ;
- Depuis 2024 : La Grande Semaine sur M6.

## Publication
- Boss energy : La puissance de croire en soi, Éditions du Rocher, 2025 (ISBN 2268111121)